# Personlig identitet
Denne artikel omhandler en filosofisk vinkel på personlig identitet, for en psykologisk se jeg'et.
Personlig identitet henregnes  i filosofien til metafysikken. Spørgsmålet er, under hvilke betingelser en person på et tidspunkt er den samme person på et andet tidspunkt, og hvad der i så fald er bærer af denne (numeriske) identitet. Diskussionen overlapper naturligt problemet om identitet samt sjæl-legeme problemet.
Spørgsmålet er blevet behandlet meget tidligt og meget udførligt inden for den østerlandske filosofiske tradition. Inden for den moderne og klassiske filosofi er der tre grundlæggende positioner.

## Reduktionismen
Jeg'et eller sjælen (få filosoffer skelner) ses ikke som eksisterende i sig selv, men udelukkende som et resultat af andre, for det meste fysiske, årsager. En normal forklaring på vores oplevelse af at have et jeg, er de fuldt ud materielle, komplicerede, processer i hjernen. 
Indenfor analytisk filosofi er der blevet fremført sprogfilosofiske argumenter mod eksistensen af jeg'et: Begrebet 'jeg' skulle henvise til noget, som jeg netop som den eneste skulle kende betydningen af. F.eks. Ludwig Wittgestein hævder, at det er en selvmodsigelse, at det offentlige sprog skulle kunne ytre noget så strengt privat. Derfor har ordet 'jeg' ingen betydning udover: 'Denne person, der ytrer dette ord', hvor der med "person" menes det offentlige – fysiske – individ.

## Benægtelse
Der er filosoffer, der benægter, at der findes nogen kontinuert eksisterende person, men som heller ikke reducerer personen til noget underliggende. Det hævdes f.eks. (David Hume og Ernst Mach) at hvad der findes er en konstant strøm af oplevelser.

## Non-reduktionismen
Her henviser man til at alle almindelige mennesker handler som om og forstår verden ud fra, at de har et jeg. Således er der en gigantisk subjektiv forskel på, om jeg eller min tvilling bliver kørt ned i trafikken, selv om der objektivt-fysisk set kun er lille forskel,- hvis nogen. Desuden inddeler vi fx tiden og til dels rummet ud fra vores eget jeg i fortid, nutid og fremtid og fx 'her'. Hvis vi således ikke tror på jeg'ets egentlige (dvs. 'ontologiske') eksistens, så bliver alle disse begreber fundamentalt set meningsløse. Men da vi bruger begreberne meningsfuldt kan de ikke være meningsløse, ergo må der findes en kontinuert identitet for personen.